# Alena Hanáková
Alena Hanáková (ur. 1 września 1958 w Gottwaldovie) – czeska nauczycielka, polityk i samorządowiec, burmistrz Vizovic, parlamentarzystka, od 2011 do 2013 minister kultury.

## Życiorys
W 1977 ukończyła średnią szkołę pedagogiczną w Boskovicach, po czym do 1993 pracowała w placówkach edukacyjnych m.in. w Zlinie i Vizovicach. W 1993 została absolwentką wydziału pedagogicznego Uniwersytet Palackiego w Ołomuńcu, następnie do 2002 wykonywała zawód pedagoga. W 2002 wybrana do rady miejskiej Vizovic, w tym samym roku powołana na stanowisko wiceburmistrza tej miejscowości. Od 2006 do 2010 sprawowała urząd burmistrza, a w latach 2008–2012 pełniła funkcję radnej kraju zlińskiego. Zaangażowała się w działalność polityczną w ramach ugrupowania Burmistrzowie i Niezależni, wchodząc w skład jego władz krajowych.
W wyborach w 2010 z listy TOP 09 uzyskała mandat deputowanej do Izby Poselskiej. W grudniu 2011 została ministrem kultury w rządzie Petra Nečasa, odeszła wraz z całym gabinetem w lipcu 2013.